# Tong Tana
Tong Tana är en svensk dokumentärfilm från 1989 i regi av Jan Röed och Fredrik von Krusenstjerna. Filmen skildrar regnskogsskövling och miljöförstörelse på den indonesiska ön Borneo. Den fick ett blandat mottagande av kritikerna.

### Fotnoter
1. ↑  ”Tong Tana”. Svensk Filmdatabas. http://www.sfi.se/sv/svensk-filmdatabas/Item/?itemid=17211&type=MOVIE&iv=Basic&ref=/templates/SwedishFilmSearchResult.aspx?id%3d1225%26epslanguage%3dsv%26searchword%3dtong+tana%26type%3dMovieTitle%26match%3dBegin%26page%3d1%26prom%3dFalse. Läst 23 maj 2013.